# Xi'an (Mudanjiang)
Xi'an (en chino, 西安; pinyin, Xī'ān) es un distrito urbano bajo la administración directa de la Prefectura Mudanjiang  en la Provincia de Heilongjiang, República Popular China.  Su área es de 375 km² y su población total para 2010 superó los 249 mil habitantes. 

## Administración
Desde julio de 2023, el  Distrito Xi'an se divide en 8 pueblos que se administran en 6 subdistritos,  1 poblado y 1 villa étnica.